# Karl Friedrich Schmidt (Chemiker)
Karl Friedrich Schmidt (* 28. August 1887 in Heidelberg; † 30. Oktober 1971 in Sulzbach) war ein deutscher Chemiker. Die von ihm entdeckte Schmidt-Reaktion trägt seinen Namen.

## Biografie
Karl Friedrich Schmidt studierte an den Universitäten Heidelberg und München Chemie und wurde bei Theodor Curtius in Heidelberg 1912 promoviert. Nach Assistentenjahren bei Curtius habilitierte er sich 1920. Er wurde 1921 zum Dozenten für Organische Chemie an der finnischen Åbo Akademi ernannt, im Folgejahr zum außerordentlichen Professor. Hier entdeckte er 1923 das 1926 in die Therapie eingeführte Pentetrazol (Cardiazol). Bei der Knoll AG wurde dieser Stoff dann produziert und vermarktet, hier übernahm Schmidt 1925 eine Vorstandsfunktion. 1936 schied er aus der Firma aus und wurde Privatgelehrter.